# 卡纳皮里
卡纳皮里是一家立陶宛啤酒酿造商，始于1902年。
1902年，阿尔伯特·福格特（德語：Albert Foigt）在帕內韋日斯开办了一家啤酒厂，用德文将其命名为（山中的小宫殿）。1935年，啤酒厂改制为合资企业，取立陶宛语名称为卡纳皮里（Kalnapilis）。1940年，卡纳皮里啤酒厂被收归国有。1990年立陶宛宣布独立后，卡纳皮里啤酒厂成为立陶宛国有啤酒厂。1992年，啤酒厂改为私营企业。
2021年5月，中华人民共和国广东省深圳市的消费者向媒体举报：深圳市多家沃尔玛门店销售的听装卡纳皮里啤酒底部标有两个生产日期，可能是人为篡改生产日期、销售过期啤酒。深圳市市场监督管理局确认此事属实。沃尔玛召回了涉案批次的啤酒，并且在中国大陆所有沃尔玛门店下架卡纳皮里啤酒。沃尔玛回应称，厂家在生产过程中涂改了生产日期，沃尔玛已终止与其合作。